# Papyrus 79
Papyrus 79 (nach Gregory-Aland mit Sigel {\displaystyle {\mathfrak {P}}}79 bezeichnet) ist eine frühe griechische Abschrift des Neuen Testaments. Dieses Papyrusmanuskript enthält einige Teile des Hebräerbriefes. Der verbleibende Text umfasst die Verse 10:10–12,28–30. Mittels Paläographie wurde er auf das 7. Jahrhundert datiert.
Nomina sacra werden erschlossen, keine Korrekturen.
Der griechische Text des Kodex repräsentiert den alexandrinischen Texttyp. Aland ordnete ihn wegen seines Alters in Kategorie II ein.
Die Handschrift wird in der Papyrussammlung des Ägyptischen Museums unter der Signatur P. 6774 aufbewahrt.